# ایسرادیپین
ایسرادیپین (انگلیسی: Isradipine) (با نام‌های تجاری DynaCirc, Prescal) یک مسدودکننده کانال کلسیم از کلاس دی هیدروپیریدین است. معمولاً برای درمان فشار خون بالا به منظور کاهش خطر سکته مغزی و حمله قلبی تجویز می‌شود.
این دارو در سال ۱۹۷۸ ثبت اختراع شد و در سال ۱۹۸۹ برای استفاده پزشکی تأیید شد.

## کاربرد پزشکی
ایسرادیپین به صورت کپسول ۲٫۵ میلی‌گرم یا ۵ میلی‌گرم تجویز می‌شود.

## عوارض جانبی
عوارض جانبی رایج عبارتند از:
- سرگیجه
- گرما، قرمزی یا احساس سوزن سوزن شدن در زیر پوست شما
- سردرد
- ضعف، احساس خستگی
- حالت تهوع، استفراغ، اسهال، ناراحتی معده
- بثورات پوستی یا خارش

عوارض جانبی جدی عبارتند از:
- سبکی سر یا غش
- تنگی نفس، به ویژه در اثر حداقل فعالیت بدنی
- تورم در دست و پا
- ضربان قلب سریع و/یا شدید
- درد قفسه سینه

## تداخلات دارویی
توصیه می‌شود کسانی که از ایسرادیپین استفاده می‌کنند، آنزمت (دولاسترون) مصرف نکنند، زیرا هر دوی این داروها می‌توانند باعث ایجاد فاصله PR وابسته به دوز و طولانی شدن کمپلکس QRS شوند.
ایتراکونازول یک اثر اینوتروپیک منفی بر روی قلب نشان می‌دهد و بنابراین در صورت استفاده همزمان با ایسرادیپین می‌تواند اثر افزایشی ایجاد کند. Onmel/Sporanox همچنین یک آنزیم مهم سیتوکروم کبدی (CYP 450 3A4) را که برای متابولیسم ایسرادیپین و سایر مسدودکننده‌های کانال کلسیم مورد نیاز است، مهار می‌کند. این باعث افزایش سطح پلاسمایی ایسرادیپین می‌شود و می‌تواند باعث مصرف بیش از حد غیر عمدی دارو شود. هنگام تجویز هر دو دارو با هم احتیاط می‌شود.
تیزانیدین دارای اثرات ضد فشار خون است و به دلیل احتمال هم‌افزایی میان هر دو دارو باید از مصرف آن در بیمارانی که ایسرادیپین مصرف می‌کنند خودداری کرد.
آنتی بیوتیک ریفامپین غلظت پلاسمایی ایسرادیپین را به زیر حد قابل تشخیص کاهش داد.
سایمتیدین میانگین اوج سطح پلاسمایی ایسرادیپین را افزایش داد. ممکن است در این نمونه خاص از پلی‌فارماسی، تنظیم دوز رو به پایین ضروری باشد.
افت فشار خون شدید با بیهوشی فنتانیل زمانی که با سایر مسدود کننده‌های کانال کلسیم ترکیب شد، گزارش شد. اگرچه ایسرادیپین، یکی دیگر از مسدودکننده‌های کانال کلسیم، در هیچ مطالعه‌ای همراه با بی‌حسی فنتانیل استفاده نشده‌است، توصیه می‌شود احتیاط کنید.

## مصرف بیش از حد
علائم مصرف بیش از حد ایسرادیپین عبارتند از:
- بی‌حالی
- تاکی‌کاردی سینوسی
- فشار خون گذرا